# Dasineura torontoensis
Dasineura torontoensis är en tvåvingeart som först beskrevs av Ephraim Porter Felt 1915.  Dasineura torontoensis ingår i släktet Dasineura och familjen gallmyggor.
Artens utbredningsområde är Ontario. Inga underarter finns listade i Catalogue of Life.